# Битва при Мелитене
Битва при Мелите́не — сражение между армией крестоносцев под командованием Боэмунда I Антиохийского и турками-данишмендидами  летом 1100 года близ города Мелитена, завершившееся разгромом крестоносцев.

## Ход событий
После приобретения княжества Антиохия в 1098 году Боэмунд I вступил в союз с армянами Киликии.
Мелитена находилась на одной из двух дорог из Анатолии в Иран. Владевший городом мог контролировать Верхнюю Месопотамию.
Правитель Никсара сын Данышменда Гюмюштегин Гази, главной целью которого долгое время был захват Мелитены, в 1100 году осадил город. Правитель города Гавриил призвал на помощь Боэмунда I Антиохийского, который с 300 рыцарями двинулся к Мелитене. Об этом сын Данышменда узнал или от разведчиков, или от предателя и послал ему навстречу 500 туркменских лучников. Как писал Матвей Эдесский, рыцари Боэмунда "шли без предосторожностей: их воины сняли доспехи и украсили себя украшениями, как женщины, сопровождающие похоронную процессию; Они доверили ношение своего оружия своим слугам". Когда отряды встретились (июль-август 1100 года), то мобильные лучники достаточно легко убили большинство  рыцарей, неповоротливых в  дневную летнюю жару. Боэмунд вместе с Ричардом Салернским был взят в плен Гюмюштегином и заключен в тюрьму сначала в Сивасе, а затем в Никсаре. Среди погибших были армянские епископы: Киприан, епископ Антиохии, и Григорий, епископ  Мараша.
Боэмунд I был освобожден за выкуп в 1103 году, а его спасение стало поводом к началу неудачного Арьергардного крестового похода 1101 года.
Балдуин, граф Эдессы, а затем король Иерусалима, позже успешно освободил Мелитену. Тем не менее, в 1101 году данишмендиды вновь захватили город.